# Ilha de Guajará-Mirim
A Ilha de Guajará-Mirim, conhecida na Bolívia como Isla Suárez, é uma ilha localizada no rio Mamoré, na Amazônia. A soberania da ilha é objeto de contenda passiva entre os governos da Bolívia e do Brasil, que a administra de jure. A ilha é parte do departamento boliviano de Beni; segundo o governo brasileiro, ela pertence ao município de Guajará-Mirim, no estado de Rondônia.

## História
A área foi demarcada pelo Tratado de Ayacucho, a 27 de março de 1867, que, em seu artigo 2º, declara:
A fronteira nesta área foi demarcada em 1877, estabelecendo-se lá a empresa boliviana Irmãos Suarez em 1896. O Tratado de Petrópolis, em 17 de novembro de 1903, confirmou o mesmo limite estabelecido em 1867. Em 1 de abril de 1930, a legação brasileira em La Paz reclamou pelo que considerava uma inadequada ocupação da ilha. Em 1937, o governo da Bolívia emitiu um relatório mostrando uma proximidade maior da ilha ao lado boliviano, que foi rejeitado pelo Brasil. Em 1955, o Brasil teve a intenção de estabelecer um posto policial na ilha, mas não levou o projeto a cabo.
Em 29 de março de 1958, foi assinado um acordo entre os dois países chamado Acordos de Roboré, no qual, além da resolução de outras questões em litígio, foi acordado, no futuro, resolver a disputa sobre a soberania da ilha Suárez. Esta convenção foi ratificada pelo Congresso Brasileiro em 30 de novembro de 1968. No seu artigo 4º, estabelece que:

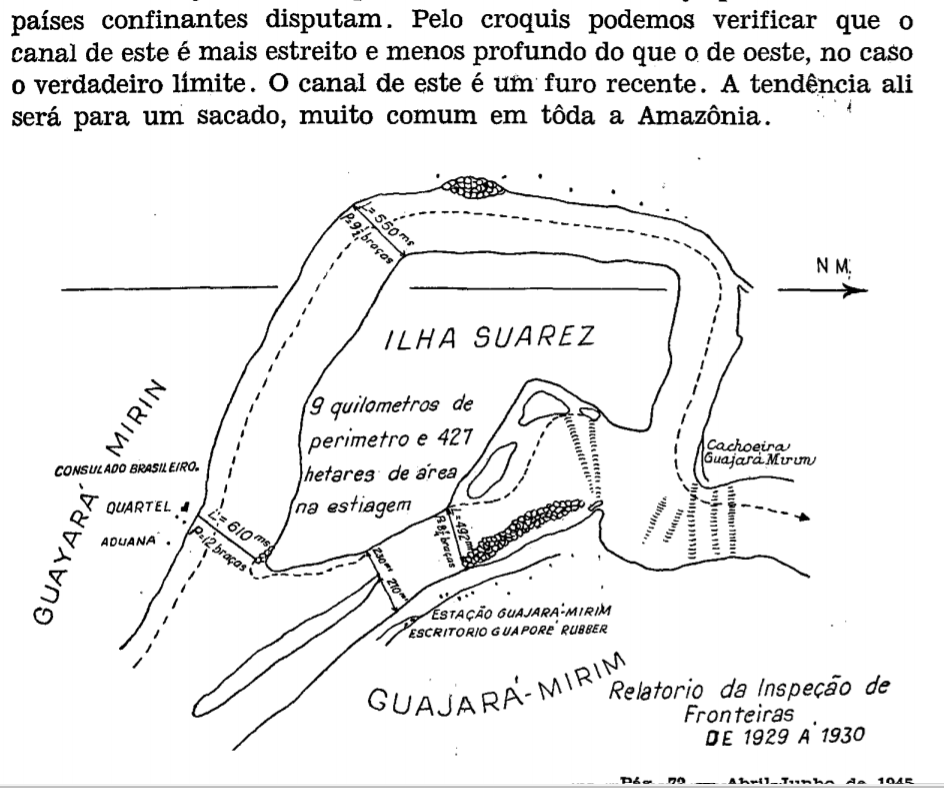
Ilha Guajará-Mirim

A ilha continua, em 2009, sem uma solução definitiva acerca de sua posse territorial, e permanece supostamente sob administração boliviana, apesar de que a ilha é local de atividade econômica dos habitantes brasileiros de Guajará-Mirim que detém a maior parte do território da ilha. Mais de 80 ilhas nos rios Guaporé e Mamoré ainda têm de ser atribuídas a um ou outro país.

## Geografia
A ilha tem uma área de 2,58 km², com um comprimento de 3,3 km de comprimento por 1,1 km de largura e um perímetro de 7,9 km. Há também duas minúsculas ilhotas situadas na parte oriental, com uma área de 5,3 e 6,4 m² cada uma, com a maior localizada a sul.